# Elijah Burke
Elijah Samuel Burke (Jacksonville, Florida, 20 de maig de 1978), és un lluitador Professional dels Estats Units que treballa actualment a la World Wrestling Entertainment (WWE), lluitant en la seva marca ECW.

## Carrera

### Boxa
Burke va ser boxejador dins de l'estat de Florida, on va aconseguir un rècord de 98 victòries i 1 derrota. Segons la WWE, Burke té un rècord de 103-1 amb 102 knockouts, durant la seva carrera com a boxejador. No obstant això, segons el kayfabe de WWE, l'única pèrdua que ell va patir era una desqualificació, després que ell colpegés el seu opositor fora del ring i rebutgés retrocedir a la seva cantonada, cap d'aquests rècords no té cap registre històric.
Burke, per a recordar la carrera com a boxejador col·loca a la seva canellera la frase "4-Up", que segons Joey Styles significa "4 artells sobre la teva cara".

### World Wrestling Entertainment

#### 2003-2005
Després de firmar amb la World Wrestling Entertainment (WWE), Burke va ser enviat a la seva empresa de desenvolupament Ohio Valley Wrestling (OVW), on va guanyar el Campionat del Pes pesant de la OVW derrotant Chad Toland. El 14 d'abril, Burke va perdre el campionat davant de Matt Morgan.
L'equip creatiu de la WWE va oferir a Burke un lloc en els Spirit Squad, però ell va rebutjar la idea. Per la seva decisió, Burke va haver de romandre un temps extra a l'Ohio Valley Wrestling abans de debutar a SmackDown! amb Sylvester Terkay.

#### 2006-2008
El 28 de juliol de 2006 Burke va debutar a SmackDown!, com a mànager de Sylvester Terkay. En el seu primer combat va derrotar Scott Wright i després va acabar amb els quatre mesos invictes de Vito, gràcies a l'ajuda de Terkay.
A finals del 2006, Burke i Terkay van ser enviats a l'ECW. A December to Dismember, ambdós van derrotar Little Guido Maritato i Tony Mamaluke, després que Elijah cobrís Mamaluke.
El 18 de gener de 2007, Terkay va ser expulsat de la WWE i Burke començà una carrera com a lluitador individual. Burke va rebre la trucada de Vince McMahon per a representar "el futur de la ECW" i es va proclamar el líder de The New Breed (conformat per Burke, Marcus Cor Von, Matt Striker i Kevin Thorn), va iniciar un feu amb els ECW Originals (conformat per Tommy Dreamer, Rob Van Dam, The Sandman i Sabu) amb qui es va enfrontar WrestleMania 23, amb victòria per a aquests últims. Dos dies després, The New Breed va derrotar els ECW Originals en un combat de regles extremes.
Burke va fer diversos intents per unir CM Punk a la New Breed, incloent-hi una lluita contra ell a Judgment Day, que va perdre. Quan finalment va aconseguir unir Punk a l'equip, Punk va trair a Burke i es va unir a ECW Originals. Burke, Cor Von & Sriker van ser derrotats per Punk, Sandman i Dreamer a One Night Stand, en una lluita de taules. Durant les setmanes següents, The New Breed es va veure debilitada, per finalment dissoldre's.
Durant els mesos posteriors, Burke va mantenir un baix perfil en la ECW, però va ser al mes de setembre quan, després de derrotar Balls Mahoney, va rebre una oportunitat per al Campionat de la ECW. A Unforgiven, CM Punk va derrotar Elijah Burke, retenint el Campionat de la ECW. Posteriorment Burke es va prendre un temps fora de la lluita lliure.
Quan va tornar el novembre de 2007, va introduir a la nova superestrella de la ECW, Shelton Benjamin, amb qui va formar equipo la resta de l'any i inicis del següent. A Royal Rumble i WrestleMania XXIV, Burke va entrar en Batalles Reials, però en no va sortir victoriós en cap.

## En lluita
- Moviments finals i de firma
  - Elijah Express (Running exposed double high knee strike)
  - Elijah Experience (Forward Russian legsweep) – 2006–2007
  - Scissored armbar – 2006
  - Outer Limitz Elbow Drop (Turnbuckle handstand low angle diving elbow drop)
  - 4–Up Combo (Punching combo uppercut)
  - STO
  - Running flying shoulder tackle
  - Abdominal stretch
  - Rolling German suplexes
  - Dropkick
  - Diving clothesline
  - Stinger splash
  - Vertical suplex seguit d'un back suplex
  - First Drop (generalment fa un compte amb els dits des de cinc en el turbuncle, a l'arribar al zero o tancar el puny, efectua el salt)
- Tema musical
  - Don't Waste My Time de Jim Johnston

## Campionats i assoliments
- Ohio Valley Wrestling
  - OVW Heavyweight Championship
  - (1 vegada)